# Mordellistena castaneicolor
Mordellistena castaneicolor es una especie de coleóptero de la familia Mordellidae.

## Distribución geográfica
Habita en México, Panamá y Sudamérica.